# I Got You Babe
I Got You Babe är en poplåt skriven av Sonny Bono och lanserad av Sonny & Cher 1965. Singeln blev duons mest framgångsrika både i USA och Storbritannien. Den togs senare med på deras debutalbum Look at Us. Bono lär ha inspirerats av Bob Dylan-låten "It Ain't Me, Babe"s titel när han började skriva låten. Den kom med textrader som "so let them say your hair is too long, cause i don't care with you i can't go wrong" (sv: så låt dem säga att ditt hår är för långt, jag bryr mig inte för med dig kan jag inte hamna fel) att bli populär inom den växande motkulturen i USA.  Låten framfördes för sista gången av duon i tv-showen Late Night with David Letterman i november 1987. Den blev listad som #451 av magasinet Rolling Stone i deras lista The 500 Greatest Songs of All Time.
Låten har även varit med i ett flertal filmer, varav en av de kändaste är i Måndag hela veckan där låten har en prominent plats genom hela filmen.

## Listplaceringar
| Lista (1965)   | Position              |
| -------------- | --------------------- |
| Finland        | 11                    |
| Flandern       | 12                    |
| Frankrike      | 11                    |
| Irland         | 2                     |
| Kanada         | 1 (RPM)               |
| Nederländerna  | 4                     |
| Norge          | 6 (VG-lista)          |
| Storbritannien | 1                     |
| Sverige        | 4 (Kvällstoppen)      |
| Sverige        | 5 (Tio i topp)        |
| USA            | 1 (Billboard Hot 100) |
| Vallonien      | 8                     |
| Västtyskland   | 3                     |
| Österrike      | 6                     |